# Смальта

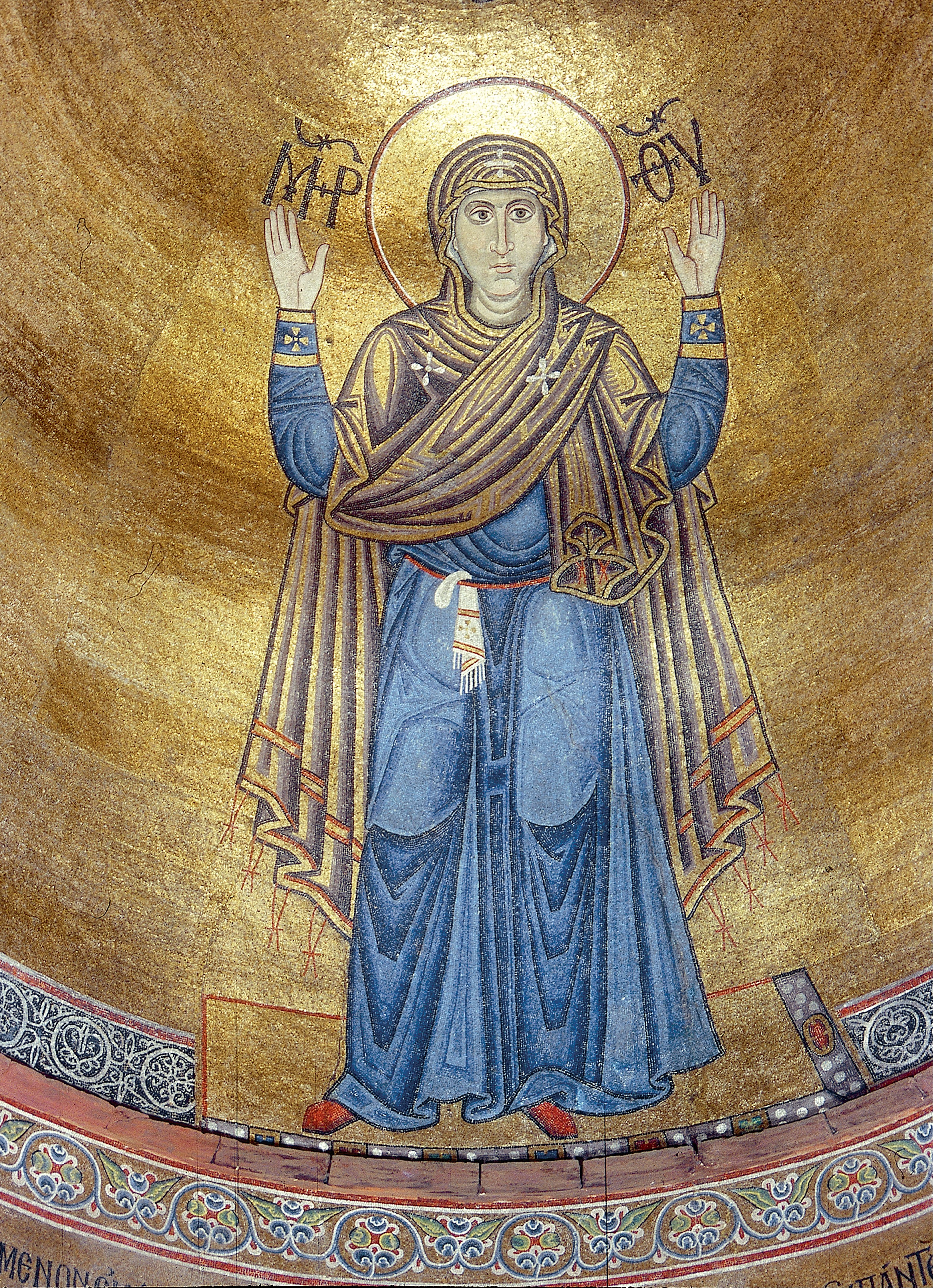
Мозаїчний з використанням смальти образ Богоматері Оранти, Софійський собор, Київ

Сма́льта (нім. Smalte, від італ. smalto «емаль») — кольорове, непрозоре (заглушене) скло у вигляді невеликих кубиків або пластинок, застосовуване для виготовлення мозаїк у декоративно-ужитковому, в тому числі ювелірному мистецтві.

## Опис і види смальти

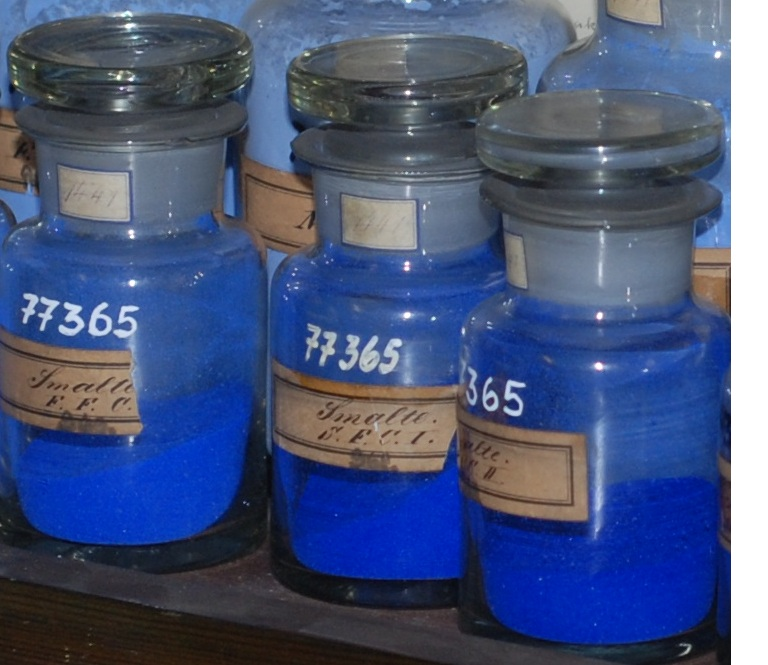
Смальта на складах Історичної колекції барвників Технічного університету Дрездена, Німеччина
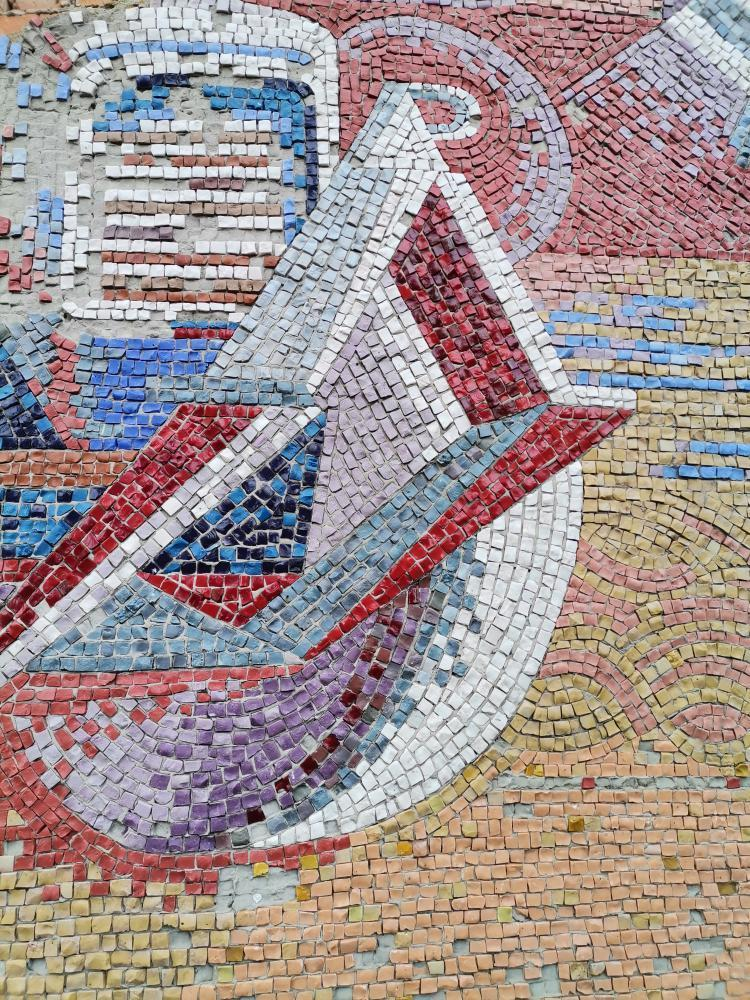
Частина мозаїки у селищі Дослідницьке
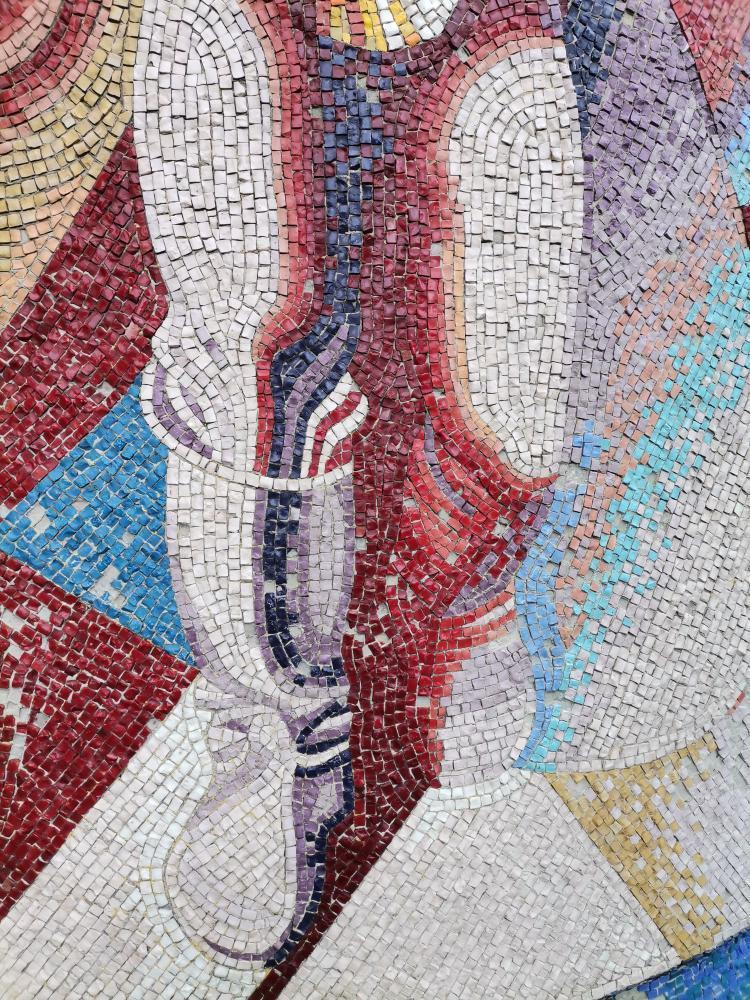
Частина мозаїки у селищі Дослідницьке

Смальта є стійкою до дії атмосферних явищ, і століттями не втрачає свого вигляду і свіжості кольорів.
Розрізняють так звану прозору смальту (з скляної маси, в яку додано барвники) і глуху або опалову (зі скляної маси із барвниками, заглушеної оксидами алюмінію, олова, миш'яку, чи сполуками фтору або фосфору).
Є також срібна і золота смальта, одержувана спресовуванням у гарячому стані двох шарів скла з кольоровою фольгою між ними.

## Історія
Смальту виготовляли ще в Стародавньому Єгипті, Римі, Греції (нею доповнювали кам'яні мозаїки), Візантії, Київській Русі (наприклад, смальтові мозаїки Софійського собору в Києві), Італії тощо.
«Сучасне винайдення» смальти приписується богемському скляру Кристоферу Шуреру (Christoph Schurer) приблизно у 1540—1560 роки.
Смальта була також популярною в українських майстрів пізнього Середньовіччя.